# Melinda Culea
Melinda Culea (Western Springs, 5 maggio 1955) è un'attrice, illustratrice e scrittrice statunitense nota per la sua partecipazione a due stagioni in A-Team nonché all'intera sit-com Una famiglia a tutto gas, oltre alle apparizioni in numerose serie televisive di successo degli anni ottanta e novanta.
Ritiratasi dalle scene nel 2001, si è da allora dedicata all'illustrazione e alla scrittura.

## Biografia
Nativa di un sobborgo di Chicago (Illinois) e figlia di una insegnante di danza, Melinda Culea coltivava ambizioni artistiche di tipo letterario, ma fu la carriera televisiva a garantirle i guadagni di cui necessitava.
Esordiente in un film per la televisione nel 1981, Dear Teacher, iniziò a lavorare per diverse serie televisive fino a quando, nel 1983, fu inclusa nel cast iniziale della serie A-Team; dopo la prima stagione, nel corso della quale ritenne di avere avuto una parte poco rilevante, avanzò richieste per ottenere un ruolo di maggior peso, ma in risposta fu licenziata dopo dieci episodi perché, secondo i produttori e lo stesso protagonista George Peppard, il copione non prevedeva una donna in ruoli di primo piano.
A seguire, fu impiegata come guest star in produzioni televisive di successo come Hotel, Glitter, Beverly Hills 90210, Casa Keaton, A cuore aperto (in queste ultime due con ruoli ricorrenti) e nella fortunata serie La signora in giallo (con due episodi in due stagioni differenti interpretando altrettanti personaggi); fu presente anche, con una piccola parte, nel film d'autore di Terry Gilliam La leggenda del re pescatore e apparve in un episodio della serie Star Trek: The Next Generation.
Non molto fortunata fu un'altra sua puntata nella cinematografia, visto lo scarso successo del film Wagons East! diretto dal suo futuro marito Peter Markle, e passato alla storia principalmente per essere stata l'ultima pellicola girata da John Candy prima della sua morte a 44 anni.
Nel 1995 fu protagonista nella sit-com Una famiglia a tutto gas nel ruolo della quarantenne matrigna di tre maschi adolescenti interpretati dai fratelli Lawrence (Joey, Matthew ed Andrew).
Fu, ancora, diretta da suo marito Peter Markle in Obiettivo Terra e, verso la fine della sua carriera, fu presente in un'altra serie di largo successo dell'epoca, X-Files, in un episodio della sesta stagione.
Dopo il film televisivo Dying on the Edge lasciò la carriera d'attrice per dedicarsi all'illustrazione e alla scrittura: decise di riprendere in mano un progetto narrativo che aveva iniziato a sviluppare durante il periodo sullo schermo, sfociato nel libro illustrato pubblicato nel 2016, Wondago, un giallo in cui una ragazza dalla memoria parzialmente distrutta da un incidente cerca di ritrovarla disegnando le immagini che le tornano alla mente e riesce a risolvere il mistero di una donna scomparsa da Wondago, la cittadina immaginaria che dà il nome al libro.
Più recentemente, è stata produttrice esecutiva del film Odds Are… diretto da suo marito Peter Markle nel 2018.

## Filmografia
- Dear Teacher – film TV, regia di Herbert Kenwith (1981)
- ABC Afterschool Specials – serie TV, episodio 10×07 (1982)
- Finché vita non ci separi – film TV, regia di Milton Katselas (1982)
- Devlin & Devlin – serie TV, episodio 7×02 (1982)
- Gavilan – serie TV, episodio 1×05 (1982)
- Fantasilandia – serie TV, episodio 1×05 (1982)
- A-Team – serie TV (1983)
- Hotel – serie TV, episodio 2×05 (1984)
- Glitter – serie TV (1984–85)
- Dear Penelope and Peter – film TV, regia di Bob Claver (1986)
- Casa Keaton – serie TV, episodi 5×05, 5×17, 5×18 (1986–87)
- A cuore aperto – serie TV, episodi 5×08, 5×10, 5×11, 5×19, 5×22 (1986–87)
- California – serie TV (1989–90)
- La signora in giallo – serie TV, episodi 7x10, 9x03 (1990–92)
- Beverly Hills 90210 – serie TV, episodio 1×18 (1991)
- Due come noi – serie TV, episodio 4×20 (1991)
- La leggenda del re pescatore, regia di Terry Gilliam (1991)
- Civil Wars – serie TV, episodio 1×02 (1991)
- Star Trek: The Next Generation – serie TV, episodio 5×17 (1992)
- Wagons East!, regia di Peter Markle (1994)
- Una famiglia a tutto gas – serie TV (1995–1997)
- La casa di Mary – film TV, regia di Michael Toshiyuki Uno (1996)
- C-16: FBI – serie TV, episodi 1×01, 1×02 (1997)
- Obiettivo Terra – film TV, regia di Peter Markle (1998)
- X-Files – serie TV, episodio 6×16 (1999)
- In tribunale con Lynn – serie TV, episodio 2×12 (2001)
- Dying on the Edge, regia di William R. Greenblatt (2001)

## Opere
- (EN) Wondago: An Illustrated Mystery Novel, Santa Monica, Griffith Moon Publishing, 2016, ISBN 0988283166.